# Шутишка
Шутишка — река в России, протекает в Курганской области. Устье реки находится в 37 км по левому берегу реки Теча в селе Шутихинское напротив деревни Бисерова. Длина реки составляет 19 км. В селе Петропавловское в Шутишку справа впадает Грязная.

## Данные водного реестра
По данным государственного водного реестра России относится к Иртышскому бассейновому округу, водохозяйственный участок реки — Теча, речной подбассейн реки — Тобол. Речной бассейн реки — Иртыш.
Код объекта в государственном водном реестре — 14010500712111200003214.